# En Route (tijdschrift)
Frankrijk magazine En Route is een Nederlandstalige tijdschrift over de Franse cultuur. Het richt zich hierbij naar eigen zeggen op de ‘échte Frankrijkliefhebber’ en werkt samen met de Alliance Française.
Het blad was aanvankelijk het enige tijdschrift over de Franse cultuur, maar heeft inmiddels concurrentie van tijdschriften als het glossy Leven in Frankrijk en En France.